# Plantago pulvinata
Plantago pulvinata là một loài thực vật có hoa trong họ Mã đề. Loài này được Speg. miêu tả khoa học đầu tiên.